# 泰國第5電視台
泰国第5电视台（泰语：สถานีวิทยุโทรทัศน์กองทัพบกช่อง 5；英语：Royal Thai Army Radio and Television Channel 5）是一家泰国国营电视台。位於泰国的首都披耶泰县拍凤裕庭路210号，邻近曼谷架空电车的打靶场车站，頻道號碼為5頻道，集团同类频道为7頻道。

## 历史
- 1958年1月25日，泰国皇家陆军开办黑白电视广播，是泰国的第二家电视台。
- 1995年，泰國第5電視台設立官方網站，域名為「www.tv5.co.th」。
- 2021年11月25日，泰國第5電視台在無線數位電視從第1頻道改為第5頻道。

## 节目特式
- 反映泰国的军队情况为主干，主打播放政治新闻和纪录片为主
- 曾播放过其自制出品的电视剧和台湾乡土剧（民视、三立）以及少数娱乐节目，自2020年开始不再播放（均安排在同系列之7频道 HD播放）
- 自2022年起的逢中国春节除夕夜，泰国第5电视台亦会同步转播《中央广播电视总台春节联欢晚会》，并于择日安排重播其泰文跑马灯字幕成片版本春晚节目

## 外部連結
- สถานีวิทยุโทรทัศน์กองทัพบก(泰國第5電視台)
- 泰國第5電視台的Facebook專頁